# RR Pictoris
Désignations
RR Pictoris (ou Nova Pictoris 1925) est une nova qui survint en 1925 dans la constellation du Peintre. Elle atteignit une magnitude minimale (correspondant à une luminosité maximale) de 1,2 mag. De nos jours, RR Pictoris a une magnitude de 12,5.
Elle est distante d'environ ∼ 1 670 a.l. (∼ 512 pc) de la Terre.